# تاکشی اوکی
تاکشی اوکی (به انگلیسی: Takeshi Aoki) بازیکن فوتبال اهل ژاپن و عضو تیم ملی فوتبال ژاپن است که در تاریخ ۲۰ اوت ۲۰۰۸ میلادی اولین بازی ملی‌اش را انجام داد. او در ۲ بازی ملی حضور داشت و آخرین بازی ملی خود را در تاریخ ۲۰ ژانویه ۲۰۰۹ میلادی انجام داد. تاکشی اوکی در بازی‌های ملی‌اش
گلی به ثمر نرساند.